# 内藤正人
内藤 正人（ないとう まさと、1963年 - ）は、日本の美術史研究者。慶應義塾大学文学部教授。主に江戸時代の浮世絵・琳派を研究テーマとしている。
このほか、現代のサブカルチャー「絵師」についての評論（産経新聞社「絵師100人展」図録など）もおこなう。

## 略歴
1963年、愛知県名古屋市生まれ。1982年、愛知県立千種高等学校卒業。1986年、慶應義塾大学文学部史学科国史学専攻卒業。1988年、慶應義塾大学大学院文学研究科哲学専攻修士課程修了。2005年、慶應義塾大学より博士（美学）の学位を受ける。出光美術館主任学芸員を経て、慶應義塾大学文学部教授。慶應義塾大学アート・センター所長、公益財団法人氏家浮世絵コレクション理事長。
国際浮世絵学会常任理事。国際博物館会議（ICOM）日本委員会理事。

## 受賞歴
- 1993年（平成5年）、第1回鹿島美術財団賞。「北斎漫画の研究ーとくにその初編を中心に」。
- 2015年（平成27年）、第9回国際浮世絵学会賞。「浮世絵師勝川春章・歌川広重に関する、さらには浮世絵と貴人の支援者に関する、それぞれの独創的な研究に対して」。
- 2020年（令和2年）、第51回舞踊批評家協会特別賞（共同受賞）。「慶應義塾大学アート・センター土方巽アーカイヴ/舞踏の国際性に寄与してきた成果に対して」。

## 主な編著書
- 『歌川国芳』 新潮社〈新潮日本美術文庫22〉 1998
- 『色競　未公開肉筆画帖』 河出書房新社 2000
- 『江戸名所図屏風　大江戸劇場の幕が開く』 小学館 2003
- 『浮世絵再発見　大名たちが愛でた逸品・絶品』 小学館 2005
- 『もっと知りたい歌川広重』 東京美術 2007
- 『北斎 波千鳥 浮世絵春画名品コレクション2』ランダムハウス講談社 2009
- 『北斎 萬福和合神 浮世絵春画名品コレクション4』ランダムハウス講談社 2009
- 『新選 歌川広重 保永堂版「東海道五十三次」神髄集成』 小学館 2011
- 『勝川春章と天明期の浮世絵美人画』 東京大学出版会 2012
- 『江戸の人気浮世絵師　俗とアートを究めた15人』 幻冬舎〈幻冬舎新書271〉 2012
- 『浮世絵とパトロン　天皇・将軍・大名の愛した名品たち』 慶應義塾大学出版会 2014（『浮世絵再発見）の増補・改訂・改題版）
- 『うき世と浮世絵』東京大学出版会 2017
- 『北斎への招待』朝日新聞出版 2017
- 『くらべてわかる 北斎VS広重』敬文舎 2019
- 『筆魂　ー　線の引力・色の魔力』青幻舎 2021(監修・執筆)
- 『江户时代的人气浮世绘画师』（中国語訳 蔡敦达 / 邬利明）南京大学出版社 2022（『江戸の人気浮世絵師』中国語版）
- 『もっと知りたい歌川広重　改訂版』 東京美術 2024

## 主な共編著
- “RIMPA ART from the Idemitsu Collection,Tokyo”, British Museum Press, London,1998
- 『アートと社会』 東京書籍 2016

## 人物・エピソード
- 教え子に、元乃木坂46の山崎怜奈がいる[3]。